# Aaro Pajari
Aaro Olavi Pajari (Asikkala, 17 luglio 1897 – Kokkola, 14 ottobre 1949) è stato un generale finlandese.
Durante la seconda guerra mondiale divenne uno dei soli quattro militari a ricevere per due volte la Croce di Mannerheim di II Classe.
Il suo più grande successo fu la vittoria finlandese nella battaglia di Tolvajärvi durante la guerra d'inverno, dove con le poche truppe a sua disposizione sconfisse un numero molto maggiore di sovietici. Pajari continuò a servire nell'esercito anche durante la guerra di continuazione e quella di Lapponia, diventando famoso per il suo successo al comando di piccole unità in operazioni di guerriglia.

## Biografia

### I primi anni

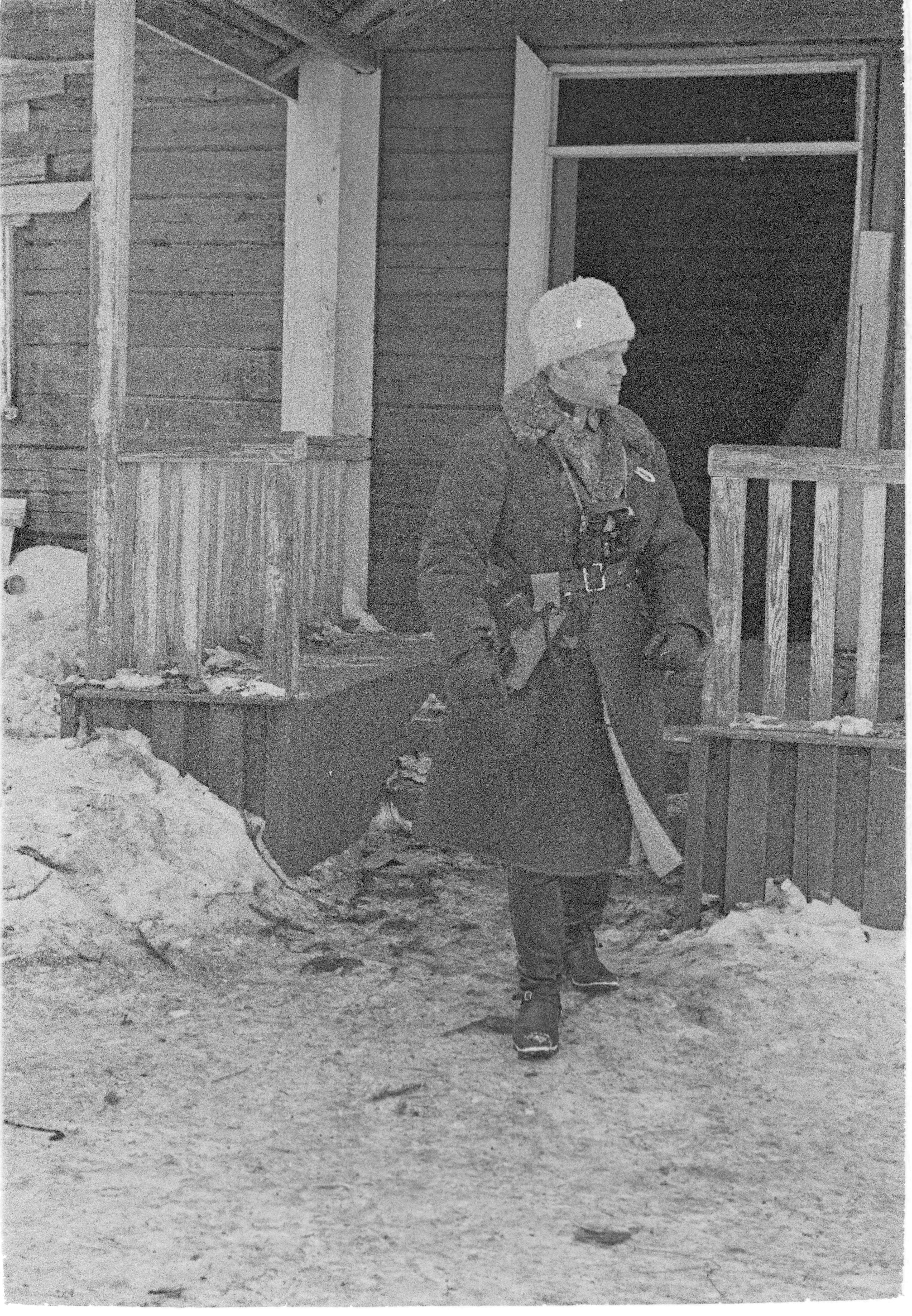
Il colonnello Pajari davanti al quartier generale di Tolvajärvi

Aaro Pajari nacque nel 1897 dall'unione del politico e insegnante Olli Pajari con Maria Helena Laatunen. Da studente si iscrisse alla scuola mista di Lahti nel 1916. Nel 1917 si iscrisse al conservatorio, ma allo scoppio delle ostilità si unì alla Guardia Bianca e partecipò alla guerra civile finlandese come comandante di compagnia. Fu ferito durante le battaglie di Oulu e Heinola. Dopo la fine della guerra civile Pajari proseguì la carriera militare e prese parte alla spedizione di Aunus.
Nel 1928 sposò Kaija Björklund.

### Seconda guerra mondiale
All'inizio della guerra d'inverno il tenente colonnello Pajari era al comando del 16º Reggimento di Fanteria (Jalkaväkirykmentti 16). Pajari guidò la prima azione bellica finlandese coronata dal successo, quando sconfisse la 139ª divisione dell'Unione Sovietica nella battaglia di Tolvajärvi e avanzò per oltre 40 km fino al fiume Aittojoki. Fu promosso colonnello il 18 dicembre 1939. A Tolvajärvi il distaccamento Pajari faceva parte del Gruppo Talvela. Dopo che quest'ultimo si trasferì nell'istmo di Carelia, Pajari divenne ne divenne il comandante.
Allo scoppio della guerra di continuazione Aaro Pajari assunse il comando della 18ª divisione, che prese parte a uno sfondamento delle linee sovietiche nell'istmo nell'agosto 1941, in seguito al quale fu nominato dodicesimo Cavaliere della Croce di Mannerheim, il 14 settembre 1941. Fu promosso maggior generale il 3 ottobre 1941. Nel 1942 guidò la conquista di Suursaari. Pajari fu poi trasferito al comando della 3ª divisione il 21 ottobre 1943. Durante l'offensiva sovietica in Carelia, nel giugno 1944, Pajari comandò la sua divisione durante le principali battaglie lungo due linee difensive finlandesi (VT-asema e VKT-asema).
Durante la guerra di Lapponia Pajari comandò la 3ª divisione durante la conquista di Tornio (nella Finlandia settentrionale) contro la Germania nazista all'inizio dell'ottobre 1944. In seguito a questo risultato fu nominato Cavaliere della Croce di Mannerheim per la seconda volta (uno dei soli quattro uomini a riuscirci) il 16 ottobre 1944.

### Malattia e morte

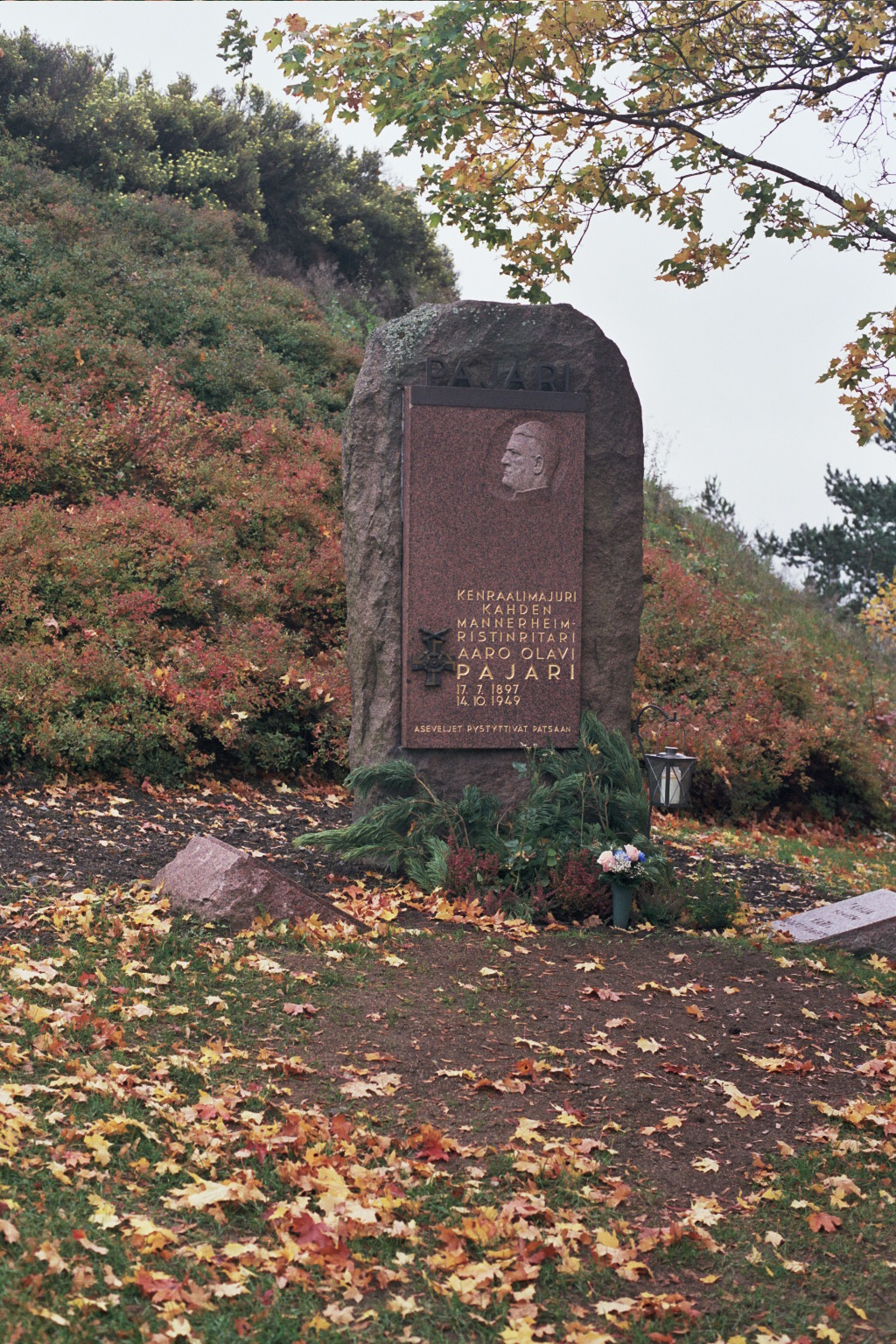
La tomba di Aaro Pajari al cimitero di Kalevankangas

Pajari soffriva di problemi cardiaci, e morì di infarto nel 1949 durante un viaggio d'affari in Ostrobotnia. Fu sepolto al cimitero di Kalevankangas, a Tampere. Nel 1977 venne eretta una lapide in suo onore, progettata dall'architetto Unto Ojonen, ad Asikkala, la sua città natale.

## I "Figli di Pajari"
Pajari durante la guerra aveva raggiunto una reputazione leggendaria. Era una personalità controversa, criticata da molti colleghi, ma apprezzata dai suoi uomini. C'era un legame eccezionalmente forte tra Pajari e i suoi soldati, che già durante la guerra cominciarono a chiamarsi "Figli di Pajari". Questi figli comprendevano il direttore dell'industria tessile Finlayson e membro del parlamento Eero Kivelä, il sindaco di Tampere Erkki Lindfors e il presidente del consiglio comunale di Tampere Lauri Santamäki. Dopo la fine della guerra Lindfors e Santamäki crearono un movimento politico che ebbe un grande impatto sullo sviluppo della città di Tampere.